# سومو (ایتالیا)
سومو (به ایتالیایی: Sommo) یک کومونه در ایتالیا است که در استان پاویا واقع شده‌است. سومو ۱۴٫۲ کیلومتر مربع مساحت و ۱٬۰۸۳ نفر جمعیت دارد و ۸۰ متر بالاتر از سطح دریا واقع شده‌است.